# Route nationale 65 (Inde)
Pour les articles homonymes, voir Route nationale 65.
La National Highway 65 (NH 65) est l'un des grands axes routiers du centre de l'Inde ; par un tracé de 841 km elle relie Pune à Maharashtra en traversant les états de Karnataka et de Telangana jusqu'à Machilipatnam dans l’Andhra Pradesh,.
Parmi les principales villes desservies par la NH 65, on compte Pune, Indapur, Solapur, Umarga, Zahirabad, Hyderabad, Choutuppal, Narketpally, Suryapet, Kodad, Nandigama, Vijayawada, Vuyyuru et Machilipatnam.

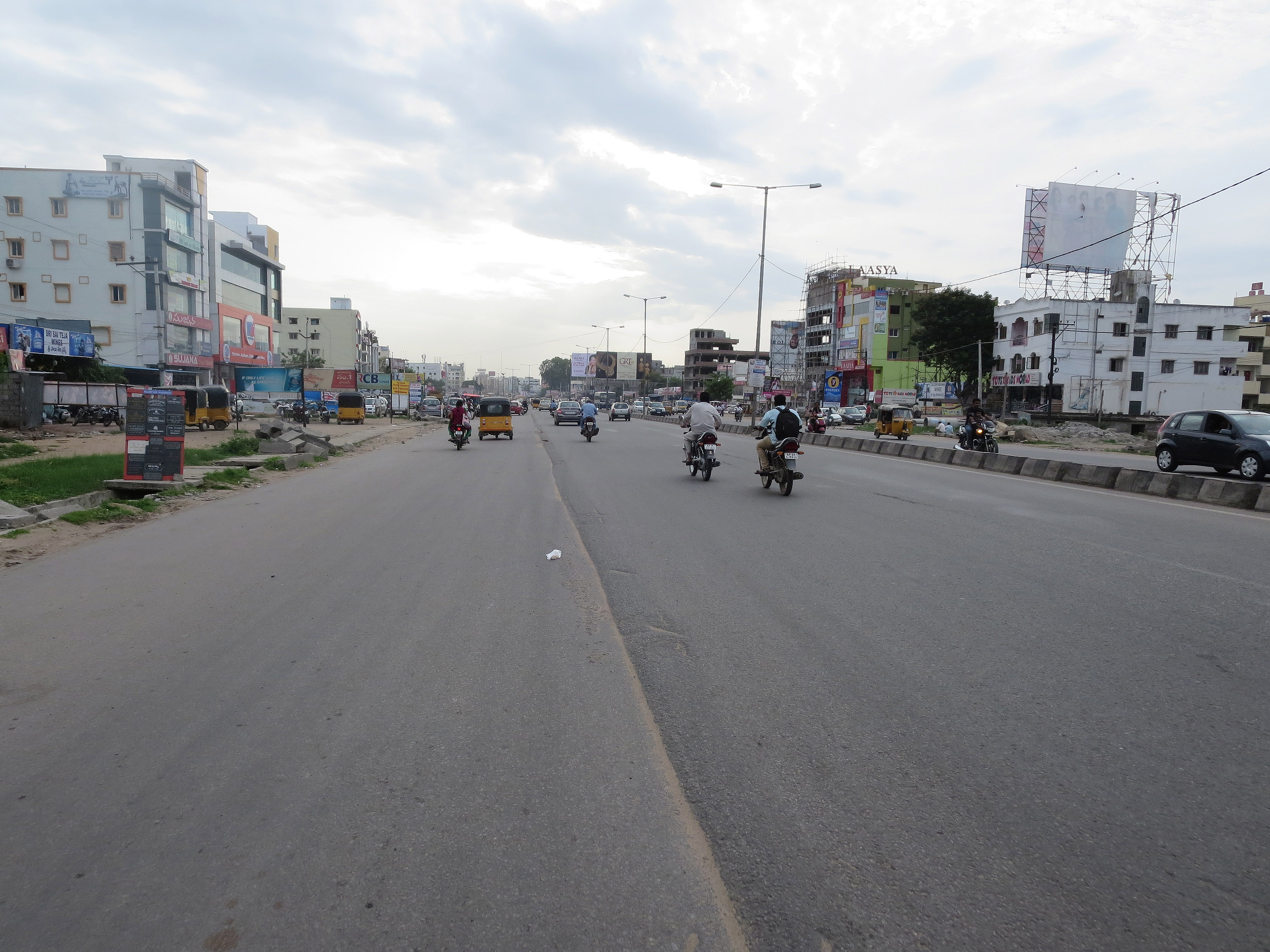
Madinaguda, Hyderabad sont desservies par la NH-9

## Travaux de renforcement récents
Une section de 40 km à l’ouest de Pune a été porté à quatre voies, ainsi qu’un tronçon de  70 km, à l’ouest de Hyderabad, pour faire face à l'augmentation du trafic de la grande banlieue de Hyderabad.
Toute la section Hyderabad-Vijayawada est à quatre voies 4 voies (et même 6 par endroits) depuis décembre 2012.

## Voir également
- Carte routière de la NH 9